# Edson dos Santos Reis
Edson dos Santos Reis (26 de febrero de 1990) es un futbolista brasileño que se desempeña como delantero.
En 2008, Edson se unió al Vitória. Después de eso, jugó en el Consadole Sapporo, Botafogo, CRB, Ituano, Fortaleza y Comercial.

## Trayectoria

### Clubes
| Club              | País   | Año    |
| ----------------- | ------ | ------ |
| Vitória           | Brasil | 2008 - |
| Consadole Sapporo | Japón  | 2008   |
| Botafogo          | Brasil | 2012   |
| CRB               | Brasil | 2012   |
| Ituano            | Brasil | 2013   |
| Fortaleza         | Brasil | 2013   |
| Comercial         | Brasil | 2014   |